# Euchromia pratti
Euchromia pratti là một loài bướm đêm thuộc phân họ Arctiinae, họ Erebidae.